# سينيجامبيا
سينيجامبيا تعرف أيضاً (بالهولندية Bovenkust) ("الشاطئ الأعلى") كانت الاسم الجماعي للحصون والمراكز التجارية المملوكة من قبل شركة الهند الغربية الهولندية (DWIC) في المنطقة التي تعرف الآن باسم السنغال. وكان الغرض الرئيسي من هذه المراكز الحصول على تجارة الرقيق من أجل شحنهم إلى الأمريكتان.